# Wilma Thiele
Wilma Katharina Luise Thiele geb. Uther (* 18. September 1909 in Hamburg; † 24. September 1982 ebenda) war eine deutsche Krankenschwester und Mitglied der Hamburgischen Bürgerschaft für die SPD.

## Leben

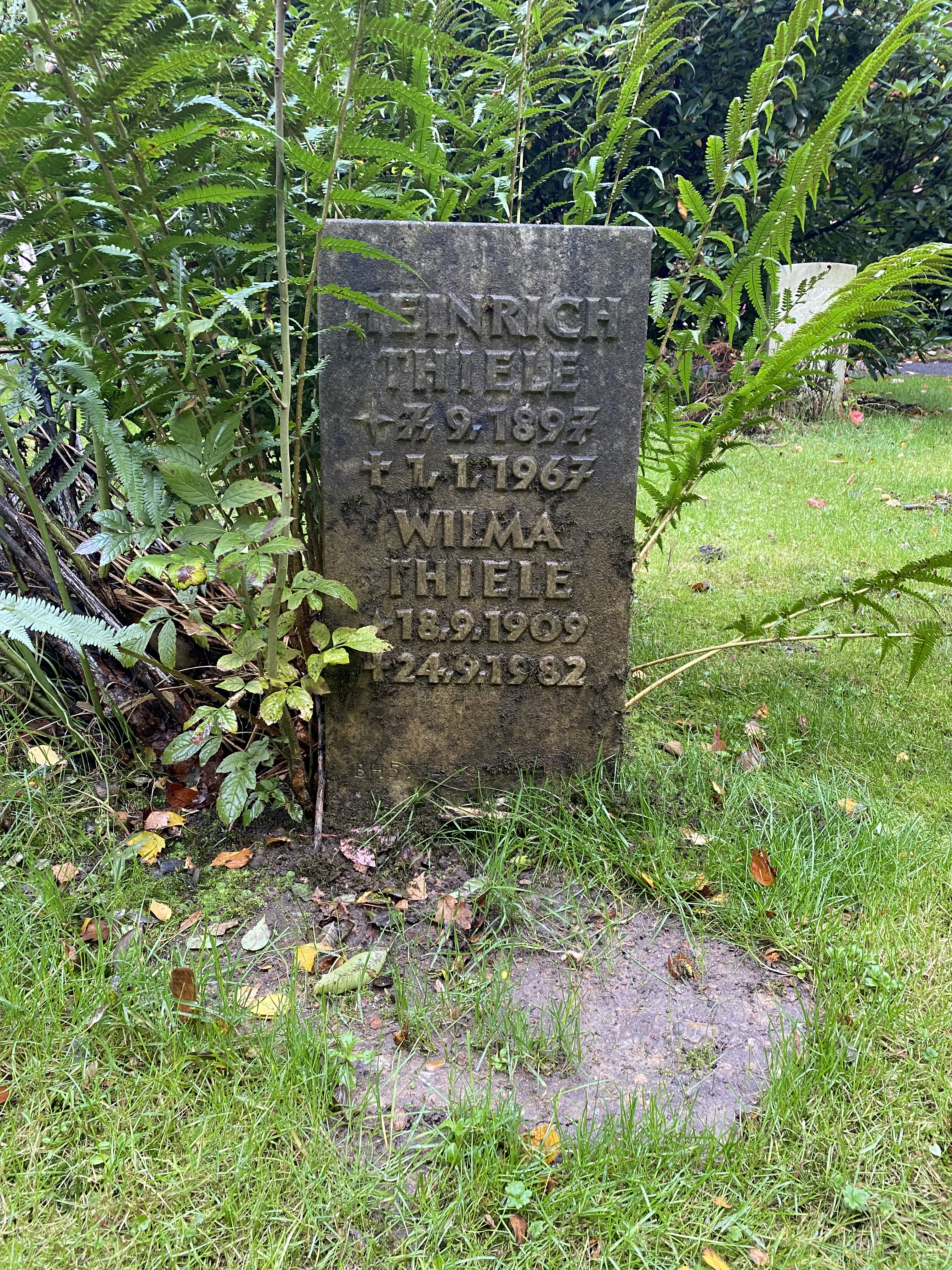
Grabstätte auf dem Friedhof Ohlsdorf

Wilma Thiele, älteste Tochter von Lokomotivführer Wilhelm Carl Uther und Henny Bertha Frieda Uther geb. Bargstädt, besuchte nach der Volksschule für Mädchen Bullenhuser Damm die Seminarschule Angerstraße. Nach einer kaufmännischen Lehre bei der Firma Gerhard D. Wempe AG 1924–1926 absolvierte sie von 1928 an eine Ausbildung als staatliche geprüfte Krankenschwester und arbeitete bis 1931 in diesem Beruf. Im selben Jahr Eheschließung mit Heinrich Johann Christian Thiele (1897–1967), Oberinspektor der Feuerwehr. Während des Krieges kam sie als Rot-Kreuz-Schwester zum Einsatz. In den Jahren 1946 und 1947 fand sie eine Tätigkeit als Sprechstundenhilfe.

## Politik
1946 trat Wilma Thiele in die SPD ein. Innerhalb der Partei übte die Hausfrau verschiedene Funktionen aus: von der Kreisdelegierten bis zum Mitglied im SPD-Landesvorstand.
1961 zog sie als Abgeordnete in die Hamburgische Bürgerschaft ein. Ihr besonderes Interesse dort gehörten Verbraucher- und Frauenpolitik. Nach ihrem Ausscheiden aus der Bürgerschaft 1970 arbeitete sie in politischen Gremien weiter, unter anderem in der Arbeitsgemeinschaft sozialdemokratischer Frauen.
Wilma Thiele starb 1982. Ihr Grab liegt auf dem Ohlsdorfer Friedhof in Hamburg im Planquadrat BH 57 östlich vom T-Teich.